# Feliks Petančić
Feliks Petančić (oko 1455. – nakon 1517.)
, hrvatski humanist, turkolog, diplomat i minijaturist; bio je u službi Matijaša Korvina i Vladislava II. Jagelovića. Napisao i ilustrirao raspravu Povijest vladara Turskoga Carstva.

## Životopis
Dubrovčanin, diplomat europske slave, poznat kao minijaturst na dvoru Vladislava II, i najčitaniji turkološki pisac 15. stoljeća uz Bartola Đurđevića.-1487.na dvoru Matijaša Korvina bio je voditelj skriptorija, te putuje na relacijama Rim-Napulj-Turska.
Piše spis o putovanjima u tursku: "De itineribus in Turciam libellus" što je svojevrsni priručnik za križarsku vojsku za ratovanje (bez čega bi ratovanje bilo gotovo nezamislivo), te savjetuje kojim putevima treba ići. Bio je i vrstan poznavatelj zemljopisa 
Godine 1527. piše Hrvatsku glagoljašku početnicu.
U rukopisu mu se nalazi djelo "Turcae descriptis" tj. "Opis Turskog carstva"